# Constantia (Orchideen)
Constantia ist eine Pflanzengattung innerhalb der Familie der Orchideen (Orchidaceae). Die etwa sechs Pflanzenarten kommen alle im südöstlichen bis südlichen Brasilien vor. Die mit nur einigen Millimetern sehr kleinen Pflanzen wachsen epiphytisch oder auf Steinen.

## Beschreibung

### Vegetative Merkmale
Constantia-Arten sind immergrüne, ausdauernde krautige Pflanzen und sind mit nur einigen Millimetern sehr klein. Aus einem Rhizom entspringen die Wurzeln, die von einem Velamen umgeben sind. Die dicht am Rhizom stehenden Pseudobulben sind je nach Art bei einem Durchmesser von 4 vier bis 15 Millimetern rundlich, seitlich abgeflacht und asymmetrisch geformt; ihre Oberfläche ist runzlig. Sie messen. Jede Pseudobulbe trägt zwei Laubblätter. Die ledrigen Blattspreiten sind bei einer Länge von etwa einem halben Zentimeter breit-oval und etwas runzlig oder gerippt.

### Generative Merkmale
Der endständige Blütenstand erscheint aus einer Blütenscheide. Er trägt nur eine resupinierte Blüte, die im Verhältnis zur restlichen Pflanze groß ist und etwa dieselben Ausmaße wie Pseudobulben und Laubblätter zusammen aufweist. Die Blütenfarbe ist weiß oder rosafarben. Die Sepalen sind breit-lanzettlich. Die Petalen nur etwa halb so breit wie die Sepalen. Die ungeteilte Lippe hat etwa dieselben Maße wie ein äußeres Blütenhüllblatt und formt kein äußerlich sichtbares Nektarium, es kann aber von der Säule innerhalb der Blüte ein kleiner Hohlraum gebildet werden, der als Nektarium gedeutet wird. Alle Blütenhüllblätter sind frei, die Lippe kann an ihrer Basis mit der Säule verwachsen sein. Am oberen Ende der Säule befindet sich das Staubblatt, das acht Pollinien enthält.

## Standorte
Die Constantia-Arten besiedeln trockene Standorte und wachsen an Felsen oder auf Vellozia.

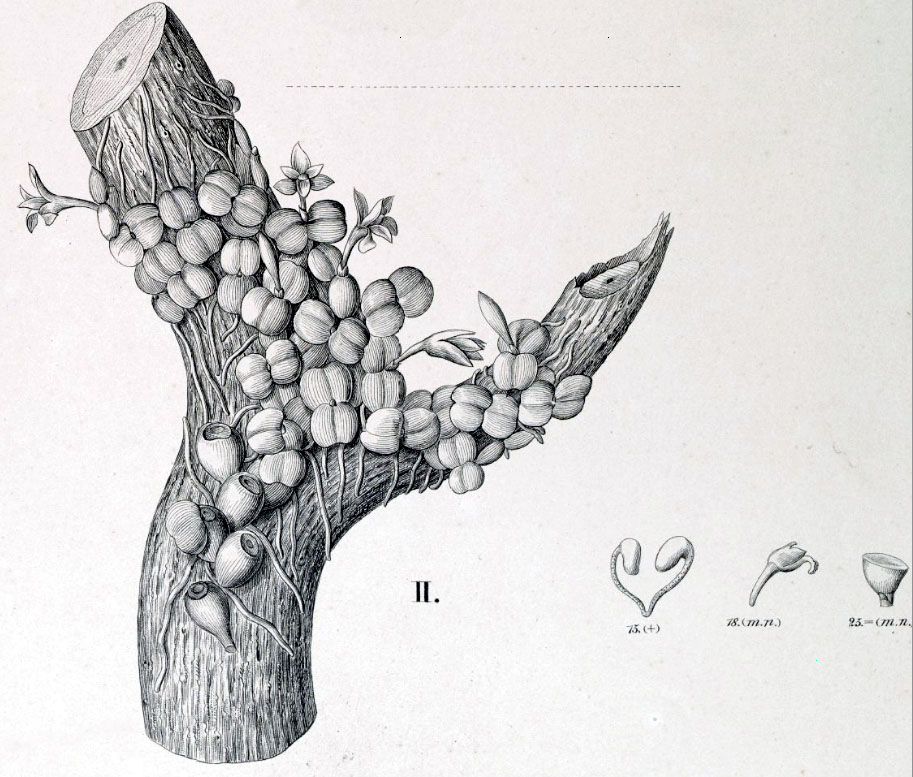
Typus-Art: Constantia rupestris
Abbildung aus:
C.F.P. von Martius: Flora Brasiliensis (1840–1906)

## Systematik, Botanische Geschichte und Verbreitung

### Taxonomie
João Barbosa Rodrigues (1842–1909) benannte die Gattung Constantia 1877 in Genera et Species Orchidearum Novarum ... Band 1, Seite 78 nach seiner Frau Constança Eufrosina Barbosa Rodriguez da Borba Paca (1844–1920); sie war die dritte Ehefrau des brasilianischen Botanikers. Die einzige damals bekannte Art war Constantia rupestris. Zwei weitere Arten wurden 1935 von Porto und Brade in die Gattung gestellt, eine davon, Constantia australis, schon länger als Sophronitis australis bekannt. 1991 beschrieb Miranda zwei weitere Arten, die letzte Entdeckung in dieser Gattung ist die 2005 beschriebene Constantia gutfreundiana.

### Äußere Systematik
Die Gattung Constantia gehört zur Tribus Epidendreae innerhalb der Familie Orchidaceae. Nahe verwandt sind die Gattungen Adamantinia, Isabelia, Leptotes, Loefgrenianthus, Pseudolaelia und Pygmaeorchis. Die weitere Verwandtschaft wird in der Subtribus Laeliinae zusammengefasst.

### Arten und ihre Verbreitung
Die Constantia-Arten sind im südöstlichen bis südlichen Brasilien heimisch.
Alle Arten außer Constantia australis und Constantia rupestris kommen nur im brasilianischen Bundesstaat Minas Gerais vor.
Es gibt etwa sechs Arten:
- Constantia australis (Cogn.) Porto & Brade: Sie kommt nur im brasilianischen Bundesstaat Santa Catarina vor.[1]
- Constantia cipoensis Porto & Brade
- Constantia cristinae F.E.L.Miranda
- Constantia gutfreundiana Chiron & V.P.Castro
- Constantia microscopica F.E.L.Miranda
- Constantia rupestris Barb.Rodr.: Sie kommt im östlichen Brasilien in Espirito Santo sowie Catarina vor.[1]

## Kultur
Die Constantia-Arten sind selten in Kultur, gelegentlich Constantia cipoensis. Von dieser Art gibt es eine Sorte namens ‘Roll's Choice’ mit einem Blütendurchmesser von 25 Millimeter. Eine Hybride zwischen Constantia cipoensis und Sophronitis cernua, Conphronitis ‘Cerci’, wurde gezüchtet.